# Haras de Saint-Pair-du-Mont
Le Haras de Saint-Pair-du-Mont  est un haras destiné à l'élevage de pur-sangs situé au lieu-dit du Cadran près de Cambremer dans le Calvados, en Normandie. 

## Historique
L'établissement fut fondé en 1883 par un éleveur de renom, Léonce Delâtre qui venait de vendre son précédent haras de La Celle Saint Cloud pour s'installer en Normandie. Il y vécut pendant dix ans. Ses héritiers dispersèrent en octobre 1892, la cinquantaine de chevaux de cet élevage et vendirent les biens à Evremond de Saint-Alary. À sa mort en 1941, Saint-Alary legua la propriété à une de ses amies, Mademoiselle Frémont-Tousch. À la mort de cette dernière, le haras fut racheté par Jean Stern. En 1971, la fille des époux Stern, Madame Sanjust di Teulada, reprit la direction du haras et au mois de mars suivant, à l'Hippodrome d'Auteuil, elle disposait d'un important nombre de pur-sangs. En 1998, un homme d'affaires suédois, Goranson, fit l'acquisition du haras et en confia la gestion à Thierry de Chambord.
Au travers des ans, le Haras de Saint-Pair-du-Mont devint célèbre autant pour ses chevaux de course que ses chevaux d'élevage. Parmi eux, on peut citer Omnium II, Brûleur, trois fois tête de liste des étalons en France dans les années 1920, Rialto, et Sicambre. Sous Jean Stern, se tourna autant vers la course à plat que vers le steeple-chase. Ses chevaux remportèrent le Grand Steeple-Chase de Paris à quatre occasions et le Gran Premio Merano en 1950, en Italie.